# Злота 44
Злота 44 (пол. Złota 44) — елітний житловий хмарочос у Варшаві на вул. Злота 44, знаходиться в районі Середмістя. Будівництво якого тривало з 2008 року до 2013 року. Відкрито у 2017 році. Цілковита висота будинку 192 метри.